# Newbury (New Hampshire)
Pour les articles homonymes, voir Newbury.
Newbury est une municipalité américaine située dans le comté de Merrimack au New Hampshire. Selon le recensement de 2010, sa population est de 2 072 habitants.

## Géographie
La municipalité s'étend sur 38,19 milles carrés (98,91 km2), dont 2,26 milles carrés (5,85 km2) d'étendues d'eau. Elle est située au sud du lac Sunapee.

## Histoire
La localité est fondée en 1753, sous le nom de Dantzic. Elle est par la suite renommée Hereford (1754) puis Fishersfield (1774) et devient une municipalité en 1778. Elle adopte son nom actuel en 1832, à la demande d'habitants originaires de Newbury dans le Massachusetts.